# Aminoglicozidă

Streptomicină, structură chimică

2-dezoxistreptamina

Aminoglicozidele sunt medicamente antibiotice cu acțiune asupra bacteriilor Gram-negative, care funcționează prin inhibarea sintezei proteice și care conțin în structura lor o entitate de tip glicozidă cu grupă amino. Aminoglicozidele prezintă activitate bactericidă asupra bacteriilor aerobe Gram-negative și a unor bacili anaerobi, la speciile la care nu a apărut fenomenul de rezistență la antibiotice. Activitatea lipsește pe bacterii Gram-pozitive și bacterii Gram-negative anaerobe.
Prima aminoglicozidă descoperită este streptomicina, fiind un compus natural produs de Streptomyces griseus. Este primul compus modern care a fost utilizat în tratamentul tuberculozei. Alte exemple de aminoglicozide sunt: amikacină, kanamicină, tobramicină, gentamicină și neomicină.

## Nomenclatură
Aminoglicozidele sunt compuși care au fost izolați de la speciile bacteriene din genurile Streptomyces și Micromonospora, iar denumirea acestora se face prin adăugarea sufixului -micină. Totuși, acest sistem de nomenclatură nu este specific aminoglicozidelor, și există antibiotice din alte categorii care sunt denumire similar (precum este vancomicina, un antibiotic glicopeptidic, sau eritromicina, o macrolidă).
Mai jos sunt prezentate câteva exemple de aminoglicozide. De la kanamicina A și până la netilmicină, compușii sunt aminoglicozide de tipul dezoxistreptamină 4,6-disubstitută, neomicinele sunt aminoglicozide  4,5-disubstituite, iar streptomicina este o aminoglicozidă streptidinică.

Kanamicină A
Amikacină
Tobramicină
Dibekacină
Gentamicină
Sisomicină
Netilmicină
Neomicine B, C
Neomicină E (paromomicină)
Streptomicină

## Mecanism de acțiune
Aminoglicozidele prezintă o activitate bactericidă dependentă de concentrație, care se manifestă asupra majorității bacililor Gram-negativi (aerobi și facultativ anaerobi), însă nu sunt active pe nicio specie de bacterie anaerobă și pe majoritatea bacteriilor Gram-pozitive. Sunt foarte eficiente asupra populațiilor bacteriene aflate în procese de multiplicare rapidă. Activitatea bactericidă se datorează faptului că aminoglicozidele sunt inhibitori ai sintezei proteice, însă se crede că există și alte mecanisme suplimentare implicate în activitatea antibacteriană.
Inhibarea sintezei proteice este mediată în mod direct de legarea moleculelor de aminoglicozide, deseori dependentă de energie și ireversibilă, de ribozomii bacterieni de la nivel citosolic. Aminoglicozidele sunt transportate activ prin peretele celular și prin membrana celulară, acest transport realizându-se doar cu ajutorul oxigenului. Odată ajunse la nivel citosolic, moleculele de aminoglicozide interacționează și inhibă etapa de elongare a moleculei polipeptidice prin legarea de subunitatea 30S ribozomală, obținându-se astfel o translație incorectă a ARNm și în final o biosinteză proteică eronată (lipsa anumitor aminoacizi din moleculele proteice finale).

## Efecte adverse
Cele două efecte adverse grave ce pot surveni tratamentului cu aminoglicozide sunt nefrotoxicitatea (afectarea rinichiului) și ototoxicitatea (afectarea urechii interne). Toxicitatea crescută la nivelul urechii interne poate duce la pierderea auzului. Incidența acestei toxicități variază de la 7 la 90% și depinde de tipul de antibiotic utilizat, de susceptibilitatea pacientului și de durata tratamentului. Un alt efect secundar sever este ototoxicitatea de la nivel vestibular. Aceasta duce la pierderi de echilibru, iar leziunile sunt permanente și pot surveni la orice doză administrată.